# Rondônia
Rondônia (AFI [xõˈdõnia]) este una dintre 27 de unități federative ale Braziliei. Capitala statulul este orașul Porto Velho. Rondônia se învecinează cu statul Bolivia la sud și cu unitățile federative  Acre la vest, Amazonas la nord și Mato Grosso la est. În 2008 statul avea o populație de 1.493.566 de locuitori și suprafață de 237.576,17 km², fiind împărțit în 2 mezoregiuni, 8 de microregiuni și 52 de municipii.
1. ↑   https://www.ibge.gov.br/en/cities-and-states/ro.html Lipsește sau este vid: |title= (ajutor)